# 塔庫爾
塔庫爾，是印度次大陸的上封建地主的稱號。如今，它也被用作姓。女性變體是塔庫拉妮，也用於描述塔庫爾的妻子。
關於它的起源意見不一。一些學者指在公元前500年之前的梵文文本中未提及該詞，但推測它可能是古笈多帝國之前在印度北部使用的方言詞彙的一部分。它被認為源於“晚期梵語”字他庫拉，根據一些學者的說法，它不是梵語的原始詞，而是從中亞吐火羅地區的借詞。
學者對這個詞提出了不同含義，即“神”，“主人”和“村主”，也可指一個男人的岳父。學術界人士認為，這只是一個頭銜，其本身並沒有授予用戶“在州內行使某些權力”的任何權限。
在印度，使用此頭銜的種姓包括婆羅門，賈特人和拉傑普特人(但在南印度的正統婆羅門之中，不是一個受歡迎的名詞，因有內亞背景)。
塔庫爾控制下的領土被稱為錫卡納。